# Herman Boon (pater)
Herman (Bie) Boon (Jette, 28 februari 1931 – Meise, 27 september 2012) was een Vlaams pater, geschiedkundige, docent, decaan (universiteit) aan de Université Officielle de Bujumbura en docent en departementsvoorzitter aan de Katholieke Universiteit Brussel, parochiepastoor in Meise. Herman werd geboren als vierde in een gezin van zeven. Vader was dokter. Beide ouders waren goede pianisten en alle kinderen muzikaal begaafd. Een oudere broer was Bob Boon wiens leven in het teken van de muziek stond.

## Studies
Na het lager onderwijs te Jette, deed Bie - want zo werd hij altijd al genoemd – zijn humaniorastudies in het Heilig-Hartcollege (Ganshoren). In september 1949 trad hij binnen bij Sociëteit van Missionarissen van Afrika, beter gekend als de Witte Paters. Na het noviciaat te Varsenare volgden vier jaar Heverlee, waar hij op 16 juli 1955 zijn eeuwige eed aflegde en op 1 april 1956 door bisschop Geeraerts priester werd gewijd. Hij vatte vervolgens studies aan de Université catholique de Louvain van Louvain-la-Neuve, in het Frans omdat hij voorbestemd was voor onderwijs in Burundi. Hij moet zijn eerste jaar onderbreken wegens gezondheidsproblemen en wordt hij voor zes maanden naar Zwitserland gestuurd. In juli 1964 behaalde hij met grote onderscheiding een doctoraat in Wijsbegeerte en Letteren, richting Moderne Geschiedenis, onder leiding van kanunnik Roger Aubert. Zijn these, waarin hij een nieuwe onderzoeksmethode had gebruikt om met statistische gegevens kwalitatieve toestanden te onderzoeken, werd als boek uitgegeven en kreeg de Prijs Burggraaf Terlinden.

## Leeropdracht in Burundi
Van eind januari tot juli 1964 was Bie reeds werkzaam geweest als assistent aan de jonge universiteit van Bujumbura (Burundi). In oktober 1964 wordt hij docent aan de Université Officielle de Bujumbura en titularis van de leerstoel Moderne Geschiedenis. In 1969 wordt hij lid van de Academische Raad van de universiteit en in 1971 decaan (universiteit) van de Faculteit Wijsbegeerte en Letteren. Hij organiseert conferenties in de stad om de invloed van de universiteit te versterken. Ondertussen neemt hij deel aan belangrijke congressen in Cambridge, Moskou en Quebec (1972). Bij dit laatste was het de bedoeling contacten te leggen met de Universiteit van Laval om tot een financieel interessante samenwerking te komen. Dit laatste mislukt omwille van de tragische gebeurtenissen in Burundi.

## Troebelen in Burundi
Op 29 april 1972 breekt een opstand los in het zuiden van het land, een soort staatsgreep, onmiddellijk gevolgd door represailles in de hoofdstad. Daarbij werd de helft van zijn studenten geschiedenis vermoord, de meesten door medestudenten. Op 15 mei vertrekt Boon zoals voorzien naar Quebec (zie hierboven) en keert niet naar Burundi terug. Op 22 september dient hij vanuit België zijn ontslag aan bij de rector, pater Gabriel Barakana, “om reden van principe, ten gevolge van de gebeurtenissen aan de U.O.B. na de revolte van 29 april 1972”.

## Leeropdrachten in België
Boon begint samen te werken met professor Aubert van Louvain-la-Neuve bij het begeleiden van thesissen. Begin 1973 wordt hij docent Moderne Geschiedenis aan het toenmalige UFSAL (Universitaire Faculteiten Sint-Aloysius), dat later de KUB (Katholieke Universiteit Brussel) werd. Hij werkte ook mee aan de uitbouw van de bibliotheek. In 1980 werd hij voorzitter van het departement Geschiedenis. Hij was daar ook studentenpastor.

## Actief in Meise
Hij begon als helper in de zondagsdiensten van de Sint-Martinusparochie in Meise. Hij begeleidde er de Chiro, de vormsel- en jeugdcatechese, de missieanimatie en het mede onder zijn impuls opgerichte RIGU-fonds (’Rechtvaardigheid Is Geen Utopie’, woorden van Helder Camara), dat missieprojecten steunde. Zijn opdrachten aan de KUB zullen geleidelijk verminderen en helemaal ophouden nog voor hij in 1996 officieel emeritus werd.
In oktober 1987 volgt Bie pastoor Geysen op in de Sint-Martinusparochie. In zijn inleidende toespraak beloofde hij een beleid te voeren met voorrang voor de zwakken. Volgens hem zou het ondenkbaar zijn te bidden voor meer rechtvaardigheid zonder daar echt iets aan te doen. Daarom dus aandacht voor werklozen, eenzamen en verborgen armoede. Hij beloofde ook een daadwerkelijke verantwoordelijkheid te geven aan de leken, niet enkel materieel maar eveneens pastoraal en verder te zullen blijven meewerken aan ontwikkelingsprojecten voor Afrika.

## Gezondheidsproblemen
In 2011 werd een ver gevorderde kanker vastgesteld. Chemotherapie hielp onvoldoende. Begin september 2012 stopte de chemotherapie omdat Bie te zwak werd. Op 27 september 2012 overleed hij in tegenwoordigheid van zijn zus en schoonzus.
- Nederlandse Thesaurus van Auteursnamen: 071333460
- Système universitaire de documentation: 069960054
- Virtual International Authority File: 61998750
- WorldCat: E39PBJyX3WDWC9V7wY6TkPW7HC